# Jürgen Wiener
Jürgen Wiener (* 1959 in Rothhausen) ist ein deutscher Kunsthistoriker. Wiener ist seit 2007 Professor am Institut für Kunstgeschichte an der Heinrich-Heine-Universität in Düsseldorf.

## Leben
Von 1979 bis 1982 absolvierte Wiener zunächst eine Tischlerlehre und leistete den Zivildienst. Im November 1982 begann er ein Studium der Kunstgeschichte, Archäologie, Volkskunde und Geschichte an der Julius-Maximilians-Universität Würzburg, das er im Juli 1989 beendete. Bereits im Juli 1987 erhielt er dort den Magister artium. 1989 promovierte er an der Würzburger Universität mit einer Dissertation über die Bauskulptur der Basilika San Francesco in Assisi zum Dr. phil. Für die Arbeit, sie erschien 1991 mit dem Titel Die Bauskulptur von San Francesco in Assisi als 37. Band der Reihe Franziskanische Forschung im Dietrich-Coelde-Verlag, wurde er mit dem Preis der Unterfränkischen Gedenkjahrstiftung ausgezeichnet.
Ab 1990 war Wiener als Wissenschaftlicher Mitarbeiter an der Heinrich-Heine-Universität in Düsseldorf tätig, seit 1991 als Akademischer Rat und 1996 als Akademischer Oberrat. Im Juni 2002 habilitierte er sich an der Universität Düsseldorf mit einer Schrift über Lorenzo Maitani und den Dom von Orvieto. Das Werk wurde 2009 mit dem Titel Lorenzo Maitani und der Dom von Orvieto. Eine Beschreibung als 68. Band der Monographischen Reihe Studien zur internationalen Architektur- und Kunstgeschichte im Imhof Verlag veröffentlicht. Seit 2002 ist er Mitglied des Forschungsinstituts für Mittelalter und Renaissance (FIMUR) der Düsseldorfer Universität, er übernahm in der Folge mehrmals das Amt des Sprechers des Instituts. Von Frühjahr 2003 bis Herbst 2004 vertrat er den Lehrstuhl für neuere Kunstgeschichte der Universität zu Köln. 2004 wurde er zum Akademischen Direktor und im Mai 2007 zum Professor an der Universität Düsseldorf ernannt.
Jürgen Wiener ist seit 2009 Komiteemitglied der Niederrhein-Akademie. Er war von 2012 bis 2018 Mitglied des Graduiertenkollegs Materialität und Produktion der Deutschen Forschungsgemeinschaft sowie
von Oktober 2016 bis September 2018 Geschäftsführender Leiter des Institut für Kunstgeschichte der Heinrich-Heine-Universität. Er ist Autor, Herausgeber und Rezensent zahlreicher Fachveröffentlichungen. Wiener ist Mitherausgeber der Festschrift für Udo van Meeteren sowie des Architekturführers Düsseldorf und überarbeitet und verfasste Einträge für den Dehio-Kunstführer Düsseldorf. Als Mitautor schrieb er für das Düsseldorf-Lexikon zur Architektur und Skulptur des 20. Jahrhunderts und war von 2003 bis 2011 Teilbereichsleiter für Architektur der Enzyklopädie der Neuzeit.

## Veröffentlichungen (Auswahl)

### Autor
- Die Bauskulptur von San Francesco in Assisi. (Dissertationsschrift), Dietrich-Coelde-Verlag, Werl 1991, ISBN 978-3-87163-180-1.
- Das Grabmal des Johann von Brienne. Kaiser von Konstantinopel und König von Jerusalem. Droste, Düsseldorf 1998, ISBN 978-3-7700-0834-6.
- Die Macht des Maßwerks. Die Erfindung der Hochgotik durch das Ornament. Kreis der Freunde des Seminars für Kunstgeschichte, Düsseldorf 2003, ISBN 978-3-9807307-3-0.
- Gefühlte Geschichte und lebendige Zeitkunst. Zur Topik des westdeutschen Kirchenbaus der Weimarer Republik. Kreis der Freunde des Seminars für Kunstgeschichte, Düsseldorf 2008, ISBN 978-3-9807307-6-1.
- Lorenzo Maitani und der Dom von Orvieto. Eine Beschreibung. (Habilitationsschrift), Imhof, Petersberg 2009, ISBN 978-3-86568-256-7.
- Der Kreuzweg von Joseph Hennefeld. Liebfrauenkirche Düsseldorf-Flingern. als Mitautor, Katholische Kirchengemeinde St. Mariä Himmelfahrt, Düsseldorf 2011, (Digitalisat.)
- Angewandte Kunst und Bild. als Mitautor, Morisel, München 2017, ISBN 978-3-943915-26-6.
- Von der Bebauung der Region. Aufsätze zur architekturhistorischen Moderne an Rhein und Ruhr. transcript, Bielefeld 2019, ISBN 978-3-8376-4951-2.
- Moderne Glasmalerei Düsseldorf. Glasfenster und ihre Künstler. als Mitautor und Mitherausgeber, B. Kühlen Verlag, Mönchengladbach 2021, ISBN 978-3-87448-521-0.

### Herausgeber
- Die Gesolei und die Düsseldorfer Architektur der 20er Jahre. Bachem, Köln 2001, ISBN 978-3-7616-1445-7.
- Architekturführer Düsseldorf. als Mitherausgeber, Reimer, Berlin 2001, ISBN 978-3-496-01232-0.
- Liturgie als Bauherr? Moderne Sakralarchitektur und ihre Ausstattung zwischen Funktion und Form. Klartext, Essen 2010, ISBN 978-3-8375-0356-2.
- Kultbild und Andachtsbild. Mmoderne Bilder im christlichen Sakralraum. als Mitherausgeber, Klartext, Essen 2013, ISBN 978-3-8375-0898-7.
- St. Andreas Düsseldorf. Schnell & Steiner, Regensburg 2014, ISBN 978-3-7954-4764-9.
- Haus der Universität: Festgabe für Udo van Meeteren. Dup, Düsseldorf 2014, ISBN 978-3-943460-75-9.
- Der Wert der Arbeit. Annäherungen an ein kulturelles Paradigma in Mittelalter, Neuzeit und Moderne. Dup, Düsseldorf 2014, ISBN 978-3-943460-83-4.
- CampusKunst. Heinrich-Heine-Universität Düsseldorf. als Mitherausgeber, Dup, Düsseldorf 2014, ISBN 978-3-943460-49-0.
- Altersphantasien im Mittelalter und in der Frühen Neuzeit. Dup, Düsseldorf 2015, ISBN 978-3-95758-015-3.
- Materialität des Heiligen. Materialwahl, Materialwirkung und Materialbewertung in der christlichen Kunst des 20. Jahrhunderts. als Mitherausgeber, Klartext, Essen 2017, ISBN 978-3-8375-1566-4.
- Die Bonner Republik 1945–1963. Die Gründungsphase und die Adenauer−Ära. Geschichte / Forschung / Diskurs. als Mitherausgeber, transcript, Bielefeld 2018, ISBN 978-3-8376-4218-6.
- Die Bonner Republik 1960–1975. Aufbrüche vor und nach 1968. Geschichte / Forschung / Diskurs. als Mitherausgeber, transcript, Bielefeld 2020, ISBN 978-3-8394-4857-1.